# Црква Свете Петке у Лепеници
Црква Свете Петке је српска православна црква која се налази у Лепеници код Владичиног Хана. Датира из средњег века, припада Епархији врањској, заштићена и представља непокретно културно добро као споменик културе.

## Опште информације
Црква се налази на десној обали Лепеничке реке, а издубљена је у стени од бигра која се вертикално уздиже у висини од око 15 метара на самој обали реке. Правоугаоне је основе димензија 4 х 3м., а по читавој ширини је отворена. На истоку је мања правоугаона олтарска ниша, док су зидови правилно истесани у стени.
Читава унутрашњост је окречена, па се не види да ли је била живописана. Изнад цркве у стени укопане су две мање ћелије. Нижа је дубље укопана 1х1 метар, друга је издубљена на вишем нивоу, удесно са отвором истих димензија, али нешто плића. Прилаз ћелијама је био помоћу ужета. Испод цркве налази се још једна ћелија до које се долазило дрвеним степеницама. Време настанка цркве не може се одредити, настала је током турске владавине на шта упућује назив „латинска црква”.
Црква је заправо стена са два отвора и она је дело природе. У једном отвору се налази извор воде, а у другом део за паљење свећа. Извор лековите воде који се налази у једном отвору сматра се лековитим, а посебно се верује да лечи главобољу и вид. Већина верника који дођу овде захвата лековиту воду или се њоме умива, а она је цревом спроведена од извора који се налази у стени, на петнаестак метара висине.
Испосничка црква Свете Петке назива се у народу и „латинском црквом”. Према народном предању, овакве испосничке богомоље постојале су на овим просторима и пре доласка Словена, што значи да датирају из раног средњег века.